# Trash Top 100
Trash Top 100 war eine Fernsehsendung des Musiksenders VIVA, die in den Jahren 2004 und 2005 ausgestrahlt wurde. Sie wurde von Oliver Pocher moderiert, der eine Auswahl der seiner Meinung nach schlechtesten Musikvideos präsentierte.
Die Sendung gab es in zwei Varianten: Als zwei je dreistündige Folgen oder als diverse 30- bis 45-minütige Ausgaben. Gesendet wurden Letztere mittwochs um 17:30 Uhr, mit Wiederholungen donnerstags um 14:30 Uhr, freitags um 20:30 Uhr und samstags um 17:30 Uhr.
Der Großteil der präsentierten Videos zeichnete sich entweder durch lyrische Schlichtheit, schlechte Videoqualität oder minder-professionelle schauspielerische Leistungen aus, wobei der Moderator die Videos während deren Präsentation satirisch kommentierte.

## Bekannte Künstler (Auswahl)
- Captain Jack
- Knorkator
- Milli Vanilli
- Mo-Do
- Mr. President
- Pur
- Rammstein
- Vengaboys
- u.v.m. (siehe Weblinks)